# Höhenfeuer

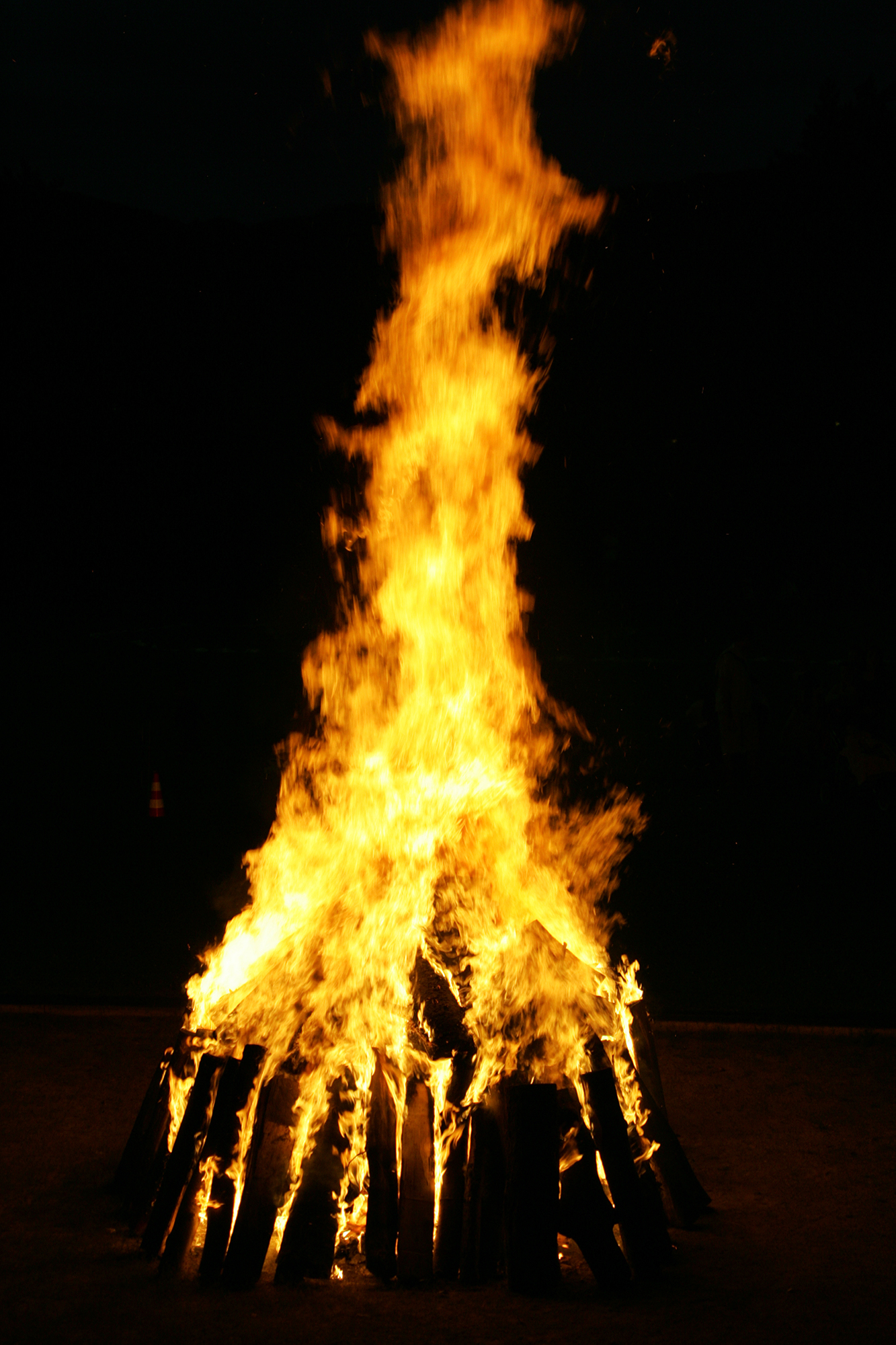
Erstaugusthöhenfeuer in Reinach (BL)

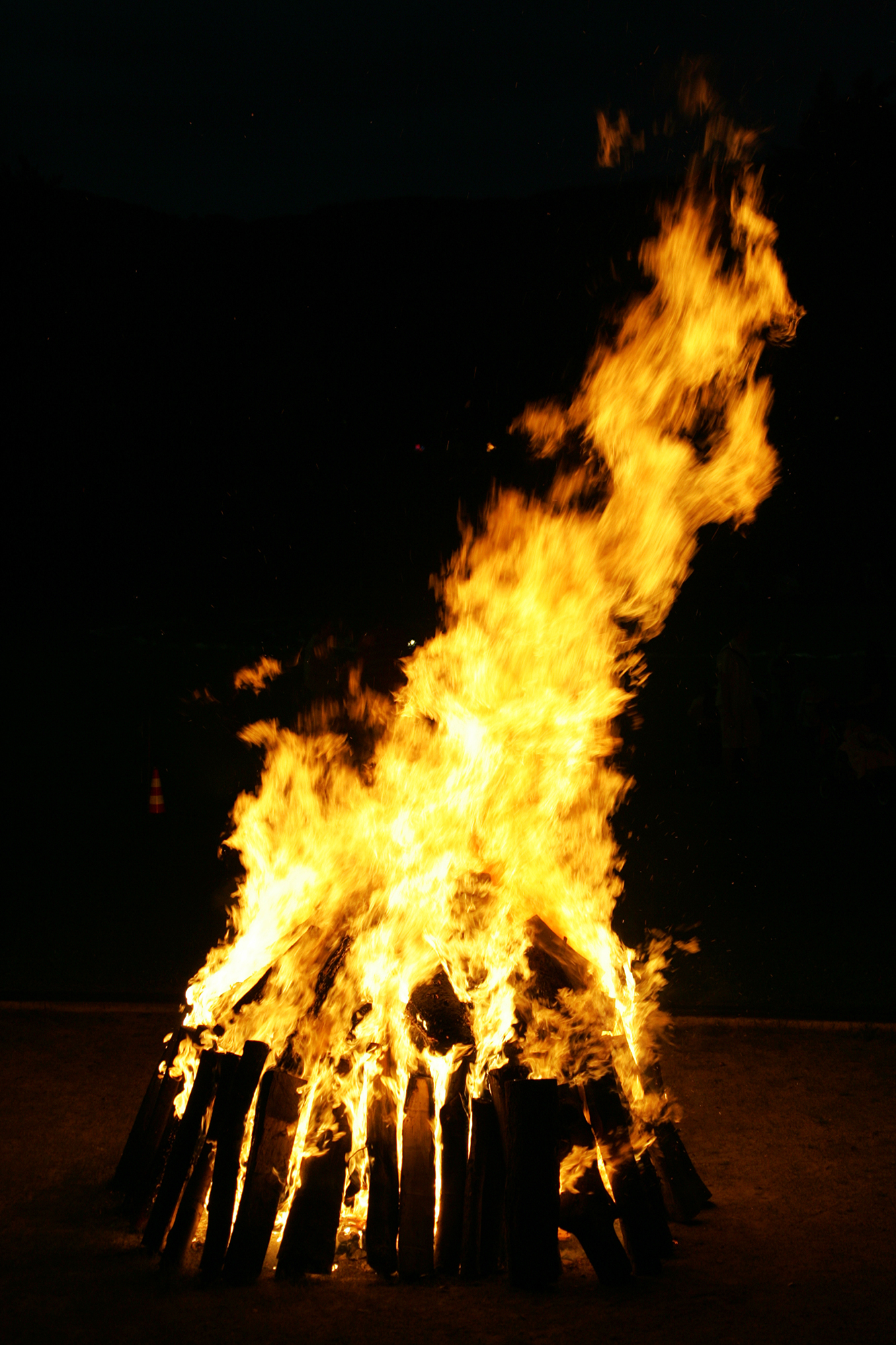
Erstaugusthöhenfeuer in Reinach (BL)

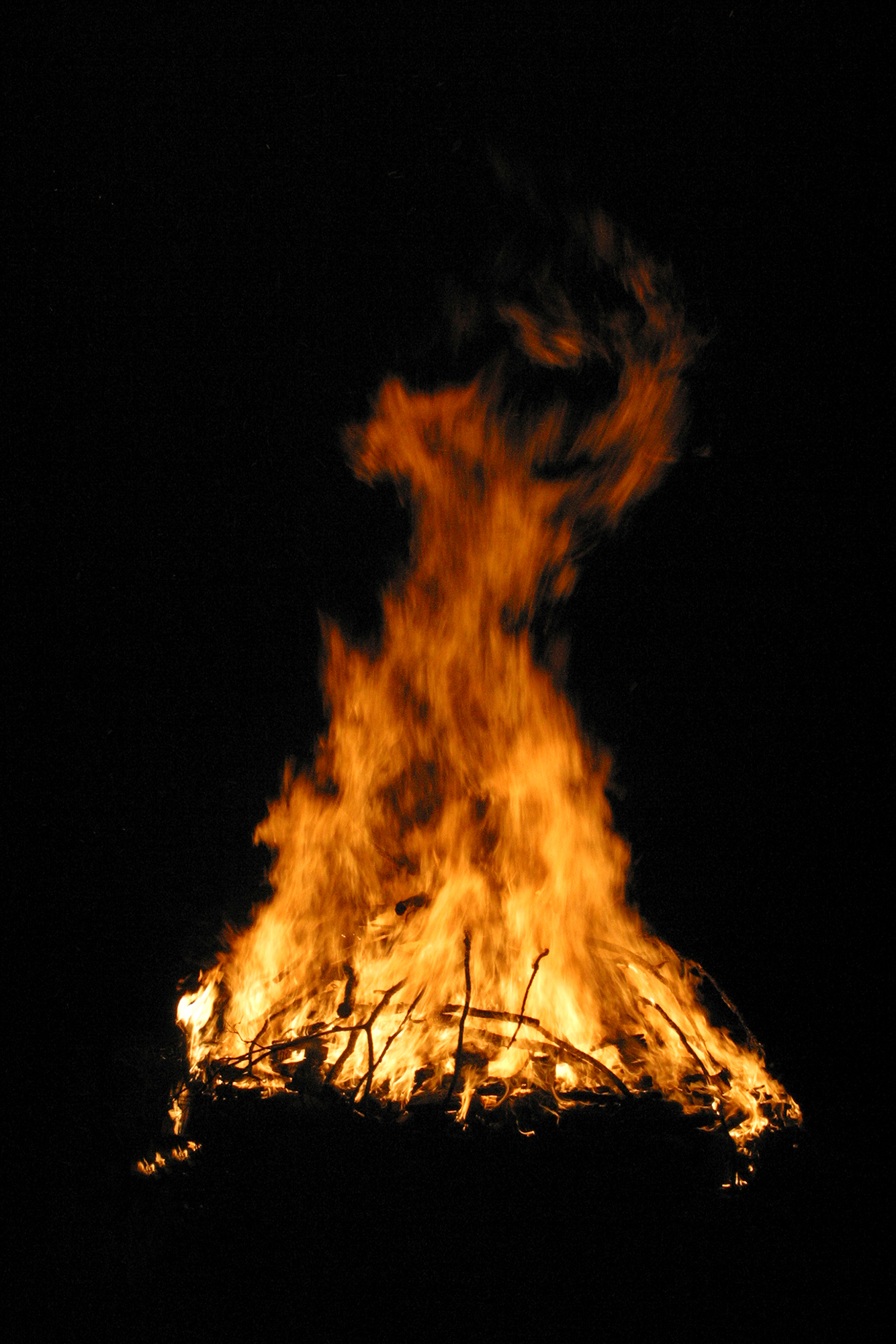
Erstaugusthöhenfeuer auf der Klewenalp (NW)

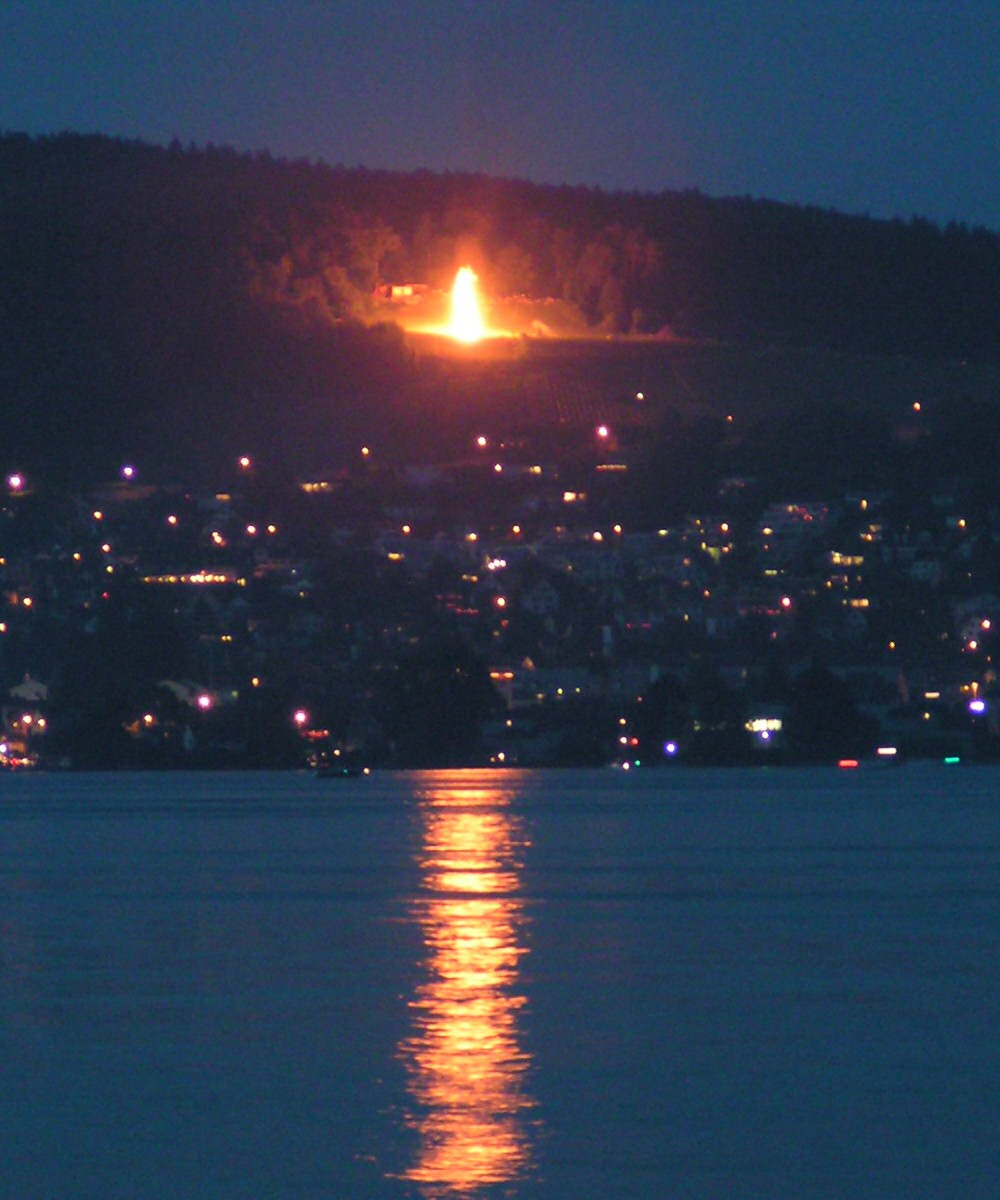
Höhenfeuer am 1. August 2004 am oberen rechten Zürichseeufer

Höhenfeuer sind meterhoch aufgeschichtete, brennende Holzkegel, welche auf Anhöhen oder Berggipfel entzündet werden und von weither sichtbar sind. Sie haben in der Schweiz eine lange Tradition, sie werden üblicherweise am Bundesfeiertag entzündet, daher auch der Name Erstaugustfeuer. Es gibt verschiedene Theorien über ihre Herkunft und Funktion.
- Die eine sagt, dass sie von den Hochwacht-Feuern abgeleitet sind und eine Mahnfunktion, ja sogar einen warnenden Charakter haben.

- Am Schweizer Bundesfeiertag, der Bundesfeier am 1. August, werden auf den Berggipfel und Anhöhen ebenfalls Höhenfeuer entzündet und diese sollen an die brennenden Burgen nach der Befreiung aus der Knechtschaft erinnern.

- Eine andere Theorie leitet die Feuer aus der Mittsommer- bzw. Mittwintertradition ab, wobei diese Feuer zur Abwehr böser Geister dienen sollten.

Der Begriff «Höhenfeuer» taucht auch im mitteldeutschen Bereich auf. So werden beispielsweise in der Region Vogtland und Ost-Oberfranken die am Abend des 30. April angezündeten Feuer ebenfalls «Höhenfeuer» genannt. Der Unterschied zur schweizerischen Variante ist, dass diese Feuer nur bedingt auf Anhöhen oder Berggipfel entzündet werden. Vielmehr hat jedes Dorf oder jede Gemeinde sein eigenes Feuer, zumeist auf grösseren Freiflächen oder Sportplätzen. Andere Bezeichnungen für diese Feuer in der Walpurgisnacht wären: Hexenfeuer oder Besenbrennen.
In Tirol besteht seit dem 18. Jahrhundert der Brauch der Herz-Jesu-Feuer.

## Weblink
- 1. August (Nationalfeiertag), Artikel auf der privaten Website schweizinfo.ch (archivierte Version)